# فرانک اوکانر (بازیکن بسکتبال)
فرانک اوکانر (انگلیسی: Frank O'Connor؛ ۱۹۲۲ – ۲۹ دسامبر ۱۹۹۷) بازیکن بسکتبال اهل جمهوری ایرلند بود. وی در بازی‌های المپیک تابستانی ۱۹۴۸ شرکت کرده‌است.